# Pīshtāb
Pīshtāb (persiska: پشتاب, Pashtāb, پیشتاب) är en ort i Iran.   Den ligger i provinsen Östazarbaijan, i den nordvästra delen av landet, 500 km nordväst om huvudstaden Teheran. Pīshtāb ligger 1 214 meter över havet och antalet invånare är 262.
Terrängen runt Pīshtāb är kuperad söderut, men norrut är den bergig. Runt Pīshtāb är det ganska glesbefolkat, med 27 invånare per kvadratkilometer. Närmaste större samhälle är Hūrānd, 8,6 km nordväst om Pīshtāb. Trakten runt Pīshtāb består i huvudsak av gräsmarker.